# Payload Assist Module

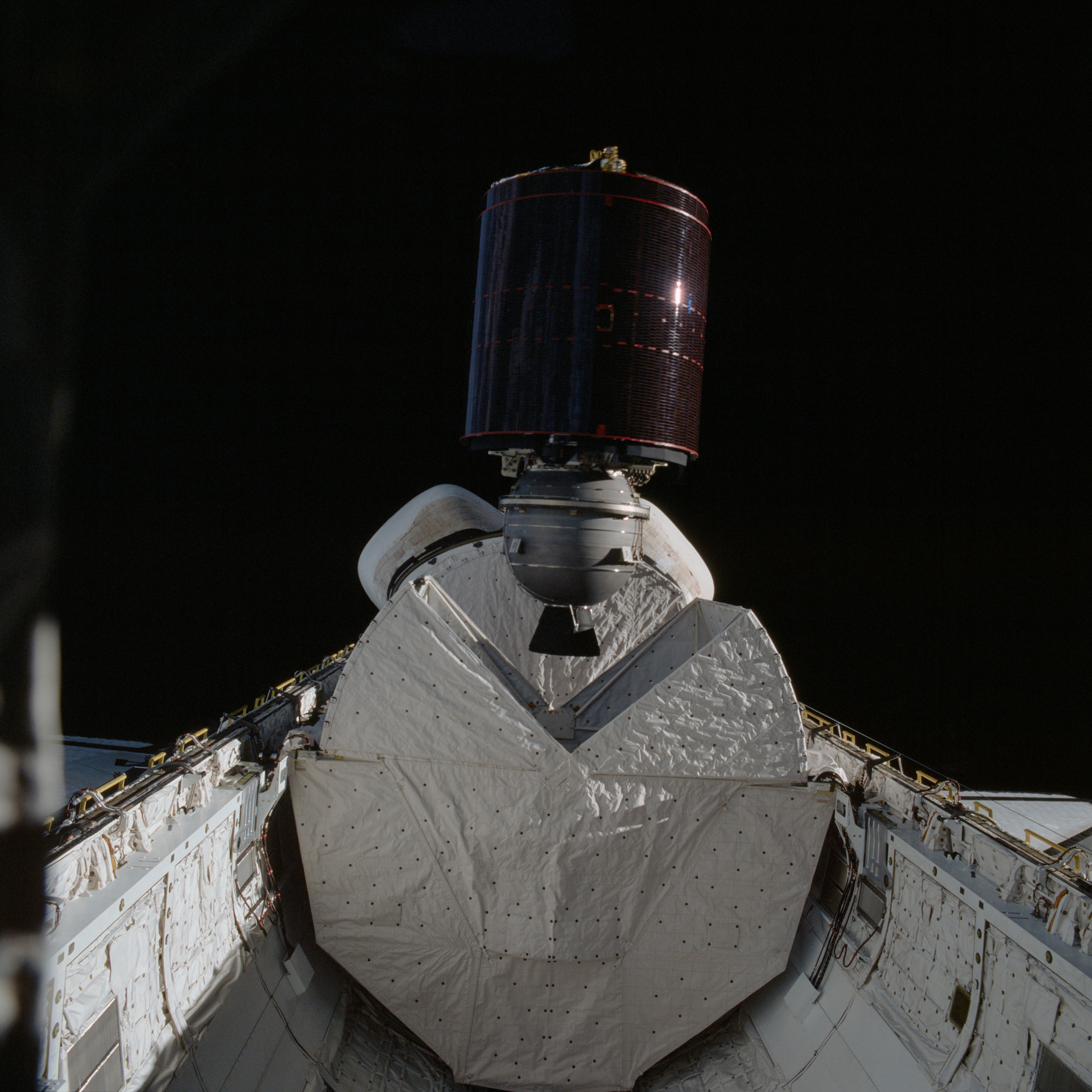
SBS-3 mit PAM-D-Stufe wird vom Space Shuttle Columbia während STS-5 ausgesetzt

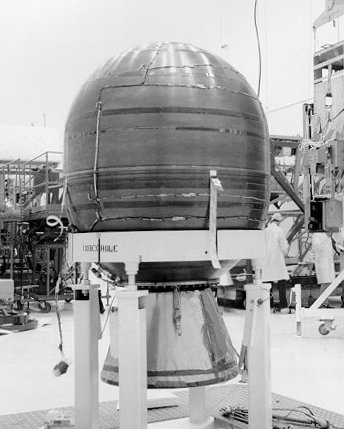
PAM-D-Stufe bei der Montage

Das Payload Assist Module (PAM) ist eine mit Festtreibstoff betriebene modulare Oberstufe, die sowohl mit dem Space Shuttle als auch mit der Delta- und Titan-Rakete eingesetzt wurde, um Satelliten aus einer niedrigen Umlaufbahn auf einen geostationären Transferorbit oder eine interplanetare Bahn zu befördern. Die Stabilisierung der PAM-Stufe erfolgt durch Rotation (Spinstabilisierung).
Für den Einsatz auf dem Space Shuttle konzipiert, waren verschiedene Versionen der Kickstufe geplant, die durch einen Zusatzbuchstaben die Trägerrakete benannten, deren Nutzlastkapazität sie von Bord des Space Shuttles aus erreichen sollten:
- PAM-A (Atlas-Klasse), Entwicklung abgeschlossen, nie eingesetzt[1]
- PAM-D (Delta-Klasse), verwendet einen Star-48B-Raketenmotor
- PAM-D2 (Delta II-Klasse), verwendet einen Star-63-Raketenmotor
- PAM-S (Special) als Kickmotor für die Raumsonde Ulysses

PAM-D wurde bis 2009 als dritte Stufe der Delta-II verwendet.